# Edward Idris Cassidy

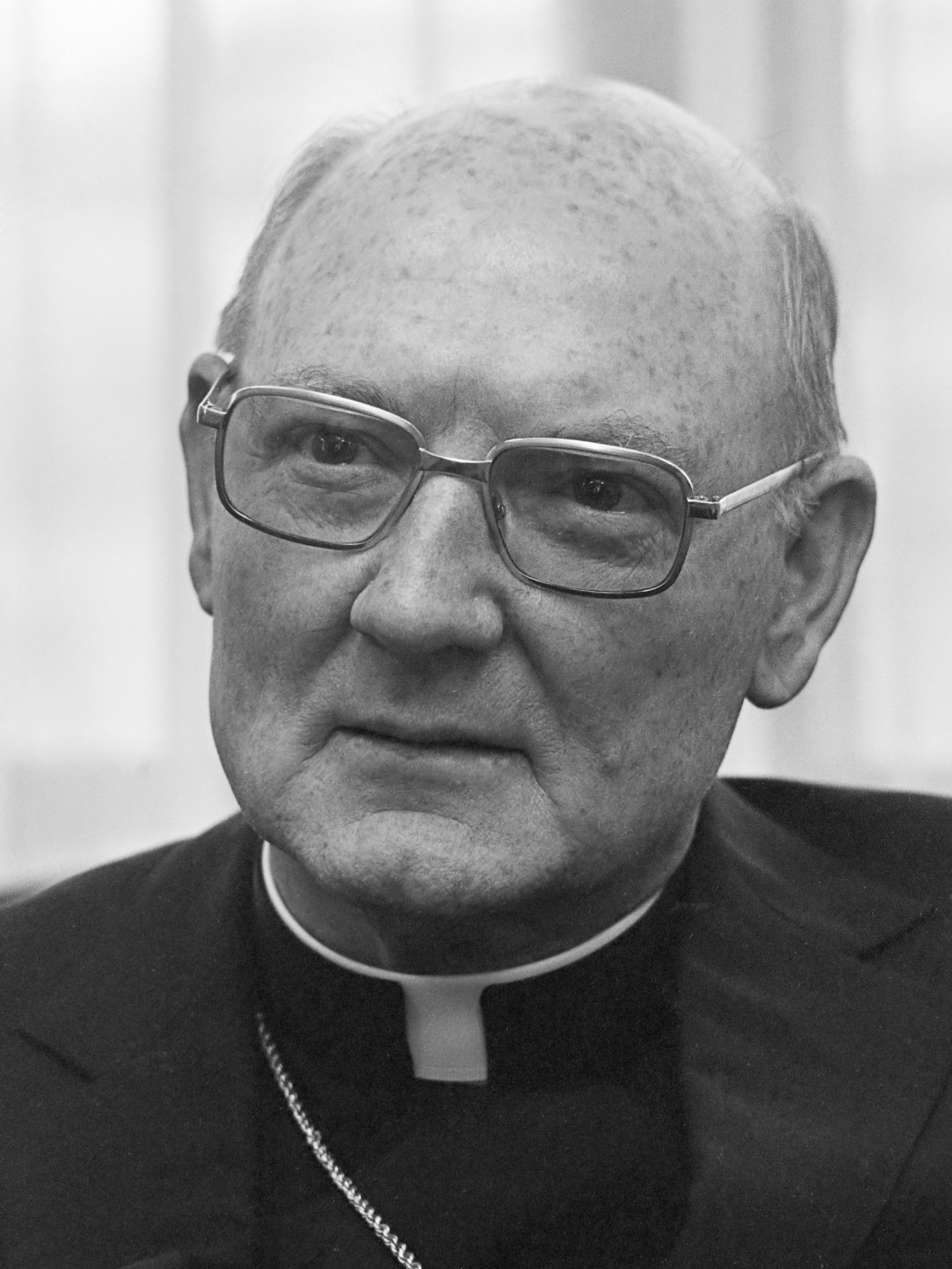
Edward Idris Cassidy (1984)

Kardinalswappen

Edward Idris Kardinal Cassidy (* 5. Juli 1924 in Sydney, Australien; † 10. April 2021 in Newcastle) war ein australischer Geistlicher, Diplomat des Heiligen Stuhls und Kurienkardinal der römisch-katholischen Kirche.

## Leben
Cassidys Eltern ließen sich scheiden, als er ein Jahr alt war; danach wuchs er bei seinen Großeltern mütterlicherseits auf. Seine Großmutter Mary Cassidy initiierte seine Taufe im Geheimen. Er empfing am 23. Juli 1949 durch Norman Thomas Kardinal Gilroy die Priesterweihe für das australische Bistum Wagga Wagga, nachdem ihm zuvor seines fehlenden katholischen Unterrichtes sowie seines familiären Hintergrundes wegen von einem geistlichen Werdegang abgeraten worden war. Seine Eltern konvertierten anschließend zum katholischen Glauben; er selbst schrieb 2009, dass er erst nach seiner Weihe eine Beziehung zu seiner Mutter aufbauen konnte.
Im August 1955 wurde er Attaché der Internuntiatur in Indien. Papst Paul VI. verlieh ihm am 21. Juni 1963 den Ehrentitel Überzähliger Geheimkämmerer Seiner Heiligkeit (Monsignore) und ernannte ihn am 27. Oktober 1970 zum Titularerzbischof von Amantia. Die Bischofsweihe spendete ihm Kardinalstaatssekretär Jean-Marie Villot am 15. November desselben Jahres, Mitkonsekratoren waren Erzbischof Giovanni Benelli, Substitut des Staatssekretariates, und Matthew Beovich, Erzbischof von Adelaide. Anschließend war Cassidy als Apostolischer Pro-Nuntius in Taiwan tätig. Nach weiteren Stationen in Bangladesch, Südafrika und den Niederlanden wurde Cassidy 1988 als Substitut ins Staatssekretariat berufen und schon ein Jahr später zum Präsidenten des Päpstlichen Rates für die Einheit der Christen ernannt.
Während des Konsistoriums am 28. Juni 1991 nahm ihn Papst Johannes Paul II. als Kardinaldiakon mit der Titeldiakonie Santa Maria in Via Lata in das Kardinalskollegium auf.
Cassidy trieb während seiner Amtszeit als Präsident des Einheitsrates eine Großzahl von Projekten zur Verständigung zwischen den Religionen und Konfessionen voran. So konnte am 16. März 1998 im Vatikan eine unter seiner Leitung erarbeitete und von Johannes Paul II. unterzeichnete Erklärung zur Shoa vorgestellt werden, die als wesentlicher Meilenstein im christlich-jüdischen Dialog gewertet wurde. Ein weiterer Höhepunkt seines Wirkens war die Unterzeichnung der Gemeinsamen Erklärung zur Rechtfertigungslehre durch Vertreter römisch-katholischen Kirche und des Lutherischen Weltbundes am 31. Oktober 1999 in Augsburg.
Darüber hinaus förderte er die Annäherung und Aussöhnung zwischen katholischer und orthodoxer Kirche. Aus Altersgründen legte Cassidy am 3. März 2001 das Leitungsamt im Päpstlichen Einheitsrat nieder und kehrte nach Australien zurück. Am 26. Februar 2002 wurde er unter Beibehaltung seiner Titelkirche zum Kardinalpriester pro hac vice erhoben.
Kardinal Cassidy wirkte bis zu seinem Tod als Seelsorger in der Ortschaft Warabrook in New South Wales. Er starb am 10. April 2021 im Alter von 96 Jahren, nachdem er wenige Tage zuvor wegen eines Knochenbruchs zur stationären Behandlung ins Krankenhaus gebracht worden war.